# حالة أداتية
في القواعد اللغوية، الحالة الأداتية (الاختصار ins أو instr) هي حالة نحوية تُستخدم للإشارة إلى أن الاسم هو الأداة أو الوسيلة التي يحقق بها الموضوع أو ينجز به أو بواسطته. قد يكون الاسم إما كائنًا ماديًا أو مفهومًا مجردًا.
تظهر الحالة الأداتية في اللغات الإنجليزية القديمة ، والساكسونية القديمة ، والجورجية ، والأرمنية ، والباسكية ، والسنسكريتية ، واللغات البلتو السلافية. يمكن القول إن الحالة الأداتية موجودة باللغتين التركية والتاميلية. أيضًا ، تعيد اللغات الأورالية استخدام الحالة المناسبة عند توفرها ، أو الحالة الموضعية إذا لم تكن كذلك ، لتمييز نفس الفئة ، أو الحالة الكوميدية (الإستونية). على سبيل المثال ، لا تعني الكلمة الفنلندية kirjoitan kynällä "أنا أكتب على قلم" ، ولكن "أنا أكتب باستخدام قلم" ، حتى لو تم استخدام adessive -llä. في لغات Ob-Ugric ، قد تقوم نفس الفئة أيضًا بتمييز العوامل بأفعال تستخدم محاذاة ergative ، على سبيل المثال ، "أعطيك ، باستخدام قلم".